# Schizostachyum aciculare
Schizostachyum aciculare är en gräsart som beskrevs av James Sykes Gamble. Schizostachyum aciculare ingår i släktet Schizostachyum och familjen gräs. Inga underarter finns listade i Catalogue of Life.